# Mendikantenstreit
Der Mendikantenstreit (1252–1266) (auch Bettelordenstreit) war eine Auseinandersetzung zwischen Lehrern an der Pariser Universität, städtischen Weltgeistlichen, Literaten (s. Rosenroman, Rutebeuf) und den noch jungen Bettelorden (Mendikanten, von lat. mendicare, „betteln“) der Franziskaner und der Dominikaner, deren Tätigkeit an der Universität Paris eingeschränkt werden sollte.
Im April 1255 griff Papst Alexander IV. zugunsten der Bettelorden in den Streit ein und ordnete die Revision einiger Statuten an. Zu den Neuerungen gehörte das Streikrecht der Lehrer als Zeichen ihres Protests, verbindliche Prozeduren bei der Kooptation neuer Lehrer sowie klarere Machtbefugnisse des Kanzlers.
Im Zentrum des „Pariser Universitätsstreits“ stand der Kampf um universitäre Lehrerlaubnis und städtische Seelsorgerechte.